# Ямадзое
Ямадзое (яп. 山添村, やまぞえむら, ямадзое мура ) — село в Японії, у північно-східній частині префектури Нара.